# Американское общество кинооператоров
Американское общество кинооператоров (в русском переводе также как Американское общество кинематографистов) (англ. American Society of Cinematographers; ASC) — образовательная, культурная, профессиональная организация, основанная в 1919 году и существующая поныне. Старейшее и самое почётное общество кинооператоров.

## Описание
ASC образовано 8 января 1919 года путём слияния организаций Cinema Camera Club и Static Club of America.
Не является ни профессиональным союзом, ни гильдией, членами могут стать только кинооператоры и эксперты по спецэффектам, по приглашениям действующих членов. По состоянию на июнь 2012 года в рядах Общества состоят 302 кинематографиста (их число постоянно увеличивается) и более 150 ассоциированных членов, президентом (с 6 июня 2012 года) является Стивен Лайтхилл (англ. Stephen Lighthill). Состоящий в Обществе имеет право добавлять после своего имени в титрах фильмов буквы A.S.C.
ASC является учредителем следующих наград:
- Премия Американского общества кинооператоров за лучшую операторскую работу
- Outstanding Achievement in Cinematography in Half-Hour Episodic / Pilot Television
- Outstanding Achievement in Cinematography in One-Hour Episodic / Pilot Television
- Outstanding Achievement in Cinematography in Motion Picture / Miniseries Television
- Governors Award
- President's Award
- Television Career Achievement Award
- Lifetime Achievement Award
- Award of Distinction

## Основатели[4]
| Фил Розен (Phil Rosen) Гомер Скотт (англ. Homer Scott) Уильям Фостер (англ. William C. Foster) Лоренс Клаусон (англ. L.D. Clawson) Юджин Гаудио (англ. Eugene Gaudio) | Уолтер Гриффин (англ. Walter L. Griffin) Рой Клаффки (Roy H. Klaffki) Чарльз Рошер (Charles Rosher) Виктор Милнер (англ. Victor Milner) Джозеф Огаст (англ. Joseph H. August) | Артур Эдесон (англ. Arthur Edeson) Фред Гранвилл (англ. Fred LeRoy Granville) Дж. Д. Дженнингс (J.D. Jennings) Роберт Ньюард (англ. Robert Newhard) Л. Гай Уилки (L. Guy Wilky) |

## Публикации
- Журнал англ. American Cinematographer издаётся с 1 ноября 1920 года по наше время.
- American Cinematographer Manual[8] — первая публикация в 1935 году под названием The American Cinematographer Hand Book and Reference Guide. Переиздавался 9 раз до конца 1950-х, в 1960 году появился под нынешним названием American Cinematographer Manual, к 2004 году выдержал уже также 9 переизданий.